# Tapuafu
Tapuafu ist eine Halbinsel auf der indonesischen Insel Roti.

## Geographie
Tapuafu bildet die Nordostspitze der Insel. Westlich liegt die Sawusee, im Norden die Straße von Roti und östlich die Timorsee. Die Landenge, die die Halbinsel im Süden mit dem restlichen Roti verbindet, wird im Westen von der Bucht von Korobafo und im Osten von der Bucht von Pepela umrahmt. Der Ostküste vorgelagert sind die Insel Usu und die deutlich kleinere Insel Boti. Zwischen Usu und Tapuafu liegt die Straße von Usu, bei Boti die Bucht von Maeoe. Im Norden befindet sich das Eiland Nusa Bibi.
Tapuafu ist durch eine Reihe von Seen geprägt, darunter der größte der Insel, der Salzsee Usipoka (Danau Oesipoka). Weitere sind der Undun und der für seine große Biodiversität bekannte Oendui. Dazwischen liegen Feuchtgebiete, Savannen und tropischer Trockenwald. Forscher fordern seit Jahren eindringlich ein Schutzgebiet, das die Seen Usipoka, Undun und Oendui und die umliegenden, unberührten Feuchtgebieten von Tanjung Pukuwatu einschließt.
Innerhalb der Regierungsbezirks (Kabupaten) Rote Ndao bildet die Halbinsel den Distrikt (Kecamatan) Landu Leko. Hauptort ist Daeurendale, nah der Landenge im Süden. Weitere Orte auf der Halbinsel sind unter anderem an der Westküste Nordale und Korlo, Bolatena und Sotimori im Landesinneren im Westen und Roti im Nordosten.

## Fauna
Am Oendui und am Undun finden sich letzte Exemplare von Chelodina mccordi roteensis, der östlichen Unterart der McCords Schlangenhalsschildkröte. Aufgrund von intensiver Bejagung für den illegalen, internationalen Tierhandel und dem Verlust von Lebensraum steht sie, wie die Art auf Roti überhaupt, auch hier kurz vor der Ausrottung.